# Канталупо (Анкона)
Канталупо је насеље у Италији у округу Анкона, региону Марке.
Према процени из 2011. у насељу је живело 200 становника. Насеље се налази на надморској висини од 216 м.